# Fortí de Can Violí
El Fortí de Can Violí és una obra de Ripoll protegida com a Bé Cultural d'Interès Local.

## Descripció
Construcció de caràcter militar, de planta quadrada amb un punt rodó en un xamfrà, que van erigir les forces liberals establertes a Ripoll durant la primera carlina a fi de defensar la vila dels atacs carlins. Presenta tres murs fets amb pedra del país, i per la cara davantera hi ha la penya o roca viva que fa les funcions de mur. Els murs tenen una alçada aproximada d'1,65 m -1,85.